# 1. ročník předávání cen Amerického filmového institutu
1. ročník předávání cen asociace Amerického filmového institutu ocenil nejlepších deset filmů roku z roku 2000. 

## Nejlepších deset filmů
- Na pokraji slávy
- Než se setmí
- Nejlepší show
- Erin Brockovich
- Gladiátor
- Všechny moje lásky
- Requiem za sen
- Traffic - nadvláda gangů
- Skvělí chlapi
- Na mě se můžeš spolehnout